# Sporke
Sporke ist ein Dorf, das zur Gemeinde Lennestadt im Sauerland gehört.

## Geografie
Eingebettet zwischen Melbecke- und Frettertal liegt der Ort auf einer nach Südwesten geneigten Mittelterrasse, umgeben von Feldern und Wiesen auf den Kalksteinsenken der Attendorn-Elsper Doppelmulde. Die Sicht reicht vom Höhenzug des Ebbegebirges (Nordhelle bei Attendorn) bis zum Kamm des Rothaargebirges.

## Geschichte
Sporkey wird erstmals 1281 in einem Güterregister der Pfarrei Elspe erwähnt. Ein weiterer früher Hinweis auf die Existenz von Sporke befindet sich in einer Vereinbarung aus dem Jahr 1393 über eine Grundstücksveräußerung. Demnach verkauften Wilhelm Pepersack und Hiedenrik van Heygen an Henneke Schade von Grevenstein ihr Eigentum an dem Gute zu Sporke, das Johan van Ostendorp (Ostentrop) von ihnen zu Lehen hat.
Das Schatzungsregister aus dem Jahr 1543 zeigt für Sporkey neun Schatzpflichtige. Setzt man die Zahl der Schatzpflichtigen mit der Zahl der vorhandenen Familien bzw. Häuser gleich und rechnet pro Haus sechs Bewohner, so dürften in Sporkey um 1540 etwa 50 bis 60 Menschen gelebt haben. Vermutlich ist Sporke etwa mit dem Begriff „Trocken“ gleichzusetzen und damit Sporke ein trockener Ort gemeint. Dem entspricht, dass die Sporker einen eigenen Wasserverband gegründet haben. Nach Vornahme einer Tiefenbohrung im Jahr 1983 und dem Bau eines Hochbehälters ist die Versorgung des Ortes mit Wasser nun sichergestellt.
Der nach wie vor ländlich geprägte Ort mit gut erhaltenen bzw. restaurierten Fachwerkhäusern zählt derzeit 192 Einwohner (Stand 30. Juni 2018). Es gibt derzeit noch zwei landwirtschaftliche Haupt- und zwei Nebenerwerbsbetriebe. Über Jahrzehnte hinweg hat sich der Ort kaum erweitert, es ist jedoch ein Bebauungsgebiet für etwa elf Familien in Planung.

## Kapelle St. Sebastian und Margaretha

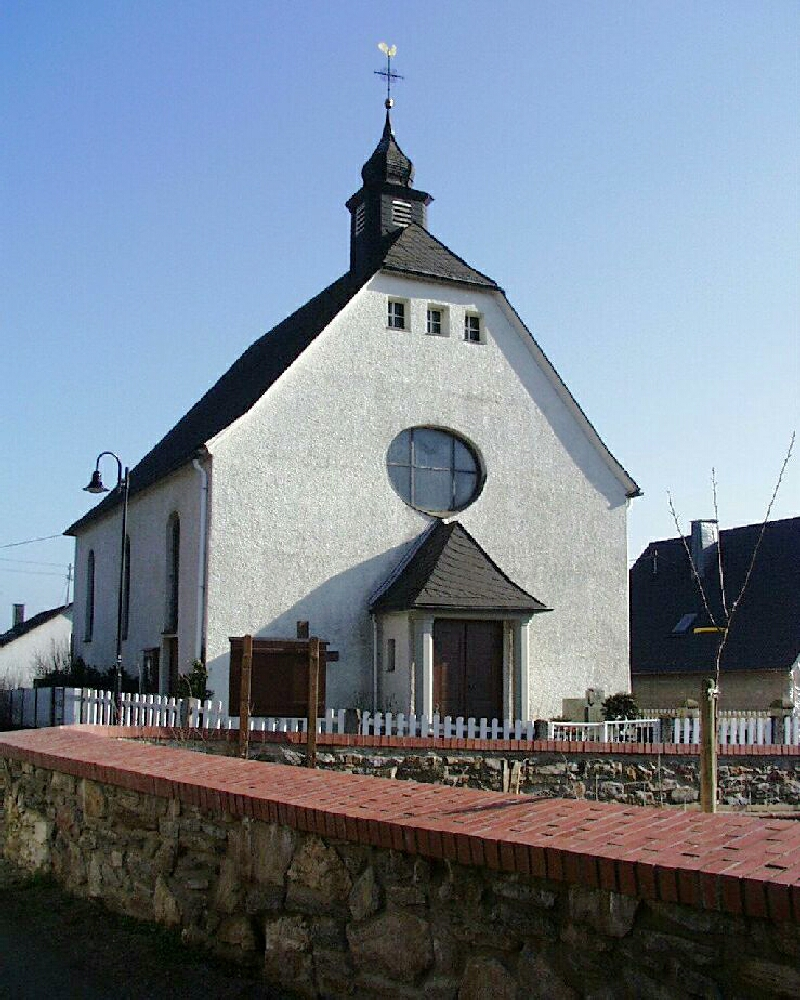
Kapelle Sporke

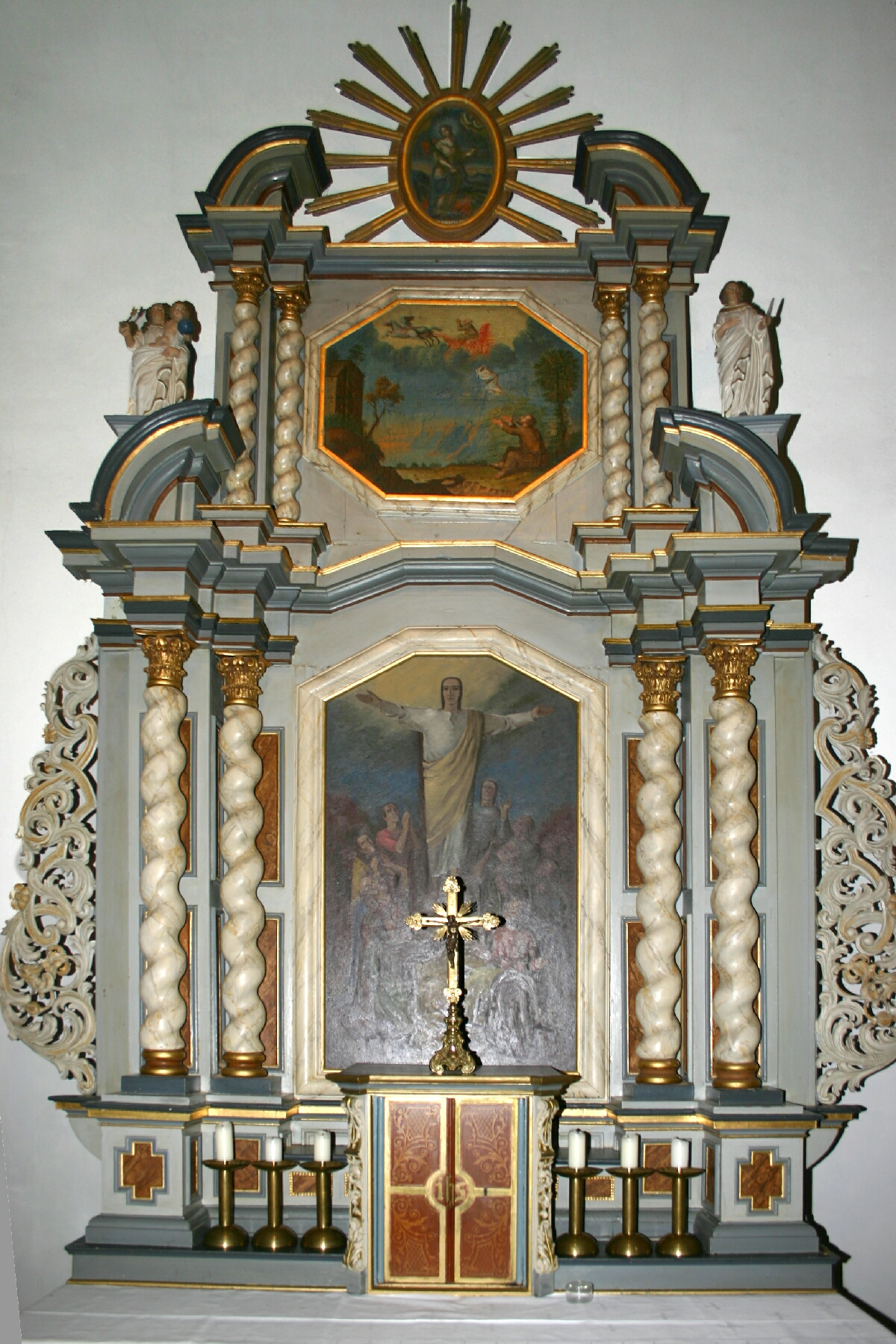
Altar Kapelle Sporke

In Sporke befindet sich die größte Kapelle des Kirchspiels Elspe, ihr derzeitiges Erscheinungsbild stammt aus dem Jahr 1925. Die Kapellenpatrone sind der Hl. Sebastian und die Hl. Margaretha.
Ein Vorgängerbau kann seit dem 16. Jahrhundert nachgewiesen werden, wobei das Gründungsdatum nicht bekannt ist. 1596 wird berichtet, dass die Kapelle kein eigenes Vermögen besitzt und von den Dorfbewohnern unterhalten werden muss. Nach einem Diebstahl musste 1759 die Kapellenglocke durch eine neue ersetzt werden; sie ist noch heute vorhanden und trägt die eingravierte Jahreszahl „1759“. Eine umfassende Renovierung der Kapelle musste im Jahr 1790 vorgenommen werden, der Neubau wurde vom Elsper Pfarrer Arenz im Februar 1791 konsekriert.
Da dieser Bau auch nach einer weiteren Erneuerung 1825 mit der Zeit nicht mehr als würdig betrachtet wurde, errichtete die Dorfbevölkerung mit großen Eigenleistungen 1924/25 eine neue Kapelle, die mit Heizung und Orgel ausgestattet wurde.
Die großen Kriegsschäden aus dem Jahr 1945 konnten unter erheblichen Anstrengungen der Dorfbevölkerung beseitigt werden. Eine umfassende Instandsetzung erfolgte schließlich im Jahr 1982. Schmuckstück der Kapelle ist der barocke Hochaltar.
Eine bebilderte Dokumentation und Beschreibung der Kirchenfenster, des Grundrisses und der Innenansicht der Kirche befinden sich auf der Internetseite der Forschungsstelle Glasmalerei des 20. Jahrhunderts e. V.
Sporke gehört zur katholischen Pfarrgemeinde St. Jakobus d. Ä. Elspe, die dem Pastoralverbund Oenetal angehört.